# Offenburg
Offenburg város Németországban, azon belül Baden-Württembergben, az Ortenau járás székhelye. Lakosainak száma 62 195 fő (2023. december 31.). Offenburg Ortenberg és Ohlsbach községekkel határos.

## Népesség
A település népessége az elmúlt években az alábbi módon változott:
| Lakosok száma | 43 547 | 49 572 | 51 888 | 50 486 | 51 311 | 54 963 | 57 455 | 58 811 | 57 448 | 62 195 |
|               | 1961   | 1967   | 1974   | 1980   | 1987   | 1993   | 2000   | 2006   | 2013   | 2023   |

## Híres személyek
- Itt hunyt el 1982-ben Anton Ernst Oldofredi mérnök, politikus, oktató.

## Városrészek
Belváros, Hildboltsweier, Uffhofen, Albersbösch, Bohlsbach, Bühl, Elgersweier, Fessenbach, Griesheim, Rammersweier, Waltersweier, Weier, Windschläg, Zell-Weierbach és Zunsweier.

## Története
1803-ig Offenburg szabad birodalmi város volt.

## Politika
| 40 képviselő az alábbiak szerint: |

## Közlekedés

### Közúti közlekedés
A várost érinti az A5-ös autópálya.